# ماري إل
جمهورية ماري إل (بالروسية: Марий Эл) إحدي جمهوريات حوض الفولجا وهي جمهورية من الكيانات الفيدرالية الروسية،توجد إلي الشمال من جمهورتي تتاريا وتشوفاشيا، ويمثل نهر الفولجا الحدود بينهم، وتبلغ مساحتها 23,200 كيلو متر، وسكانها في سنة 1402 هـ -1982 م (713,000 )وعاصمتها ماري ( يوشكاراولا ) وسكانها حوالي 213,000 نسمة،

## الجغرافيا
أرض ماري سهلية في جملتها ومناخها متطرف والزراعة أهم الأنشطة الأقتصادية بها

## الدين
المسيحية الأرثوذكسية هي الديانة الأكثر انشارا في ماري إل حسب التقديرات ما يقارب 48 % من سكان الجمهورية يدينون به. وتبلغ نسبة المسلمين حوالي 6%

## أهم مدن وقرى جمهورية ماري
كوزمودمينسك،
فولجسك،
يوشكار-أولا.